# Owata
"Owata" er en sang skrevet af Billy Corgan og indspillet af Smashing Pumpkins. Sangen er den første musikvideo fra bandets syvende album, Teargarden by Kaleidyscope, der er blevet udgivet løbende én sang ad gangen siden december 2009. "Owata" blev udgivet som gratis download på bandets officielle hjemmeside den 4. maj 2011. 
Musikvideoen til "Owata" er den første Smashing Pumpkins-musikvideo siden 2008, hvor bandet udgav "G.L.O.W.". Sangen er den tiende og sidste sang, der bliver udgivet gratis én sang ad gangen, inden Smashing Pumpkins i september 2011 udgiver albummet Oceania, der en del af Teargarden by Kaleidyscope. 
Musikvideoen er lavet af instruktør Robby Starbuck, og i videoen medvirker en række wrestlere fra Total Nonstop Action Wrestling (TNA), som fx Raven, Cheerleader Melissa og Shelly Martinez.
"Owata" blev skrevet af Billy Corgan allerede i 2008, og Smashing Pumpkins spillede sangen live adskillige gange i 2008 og i 2010, inden bandet i 2011 gik i studiet for at indspille en studieversion. En akustisk version var i 2008 en del af bandets 20-års jubilæums-turné, men en anderledes elektrisk udgave blev spillet i 2010. Studieversionen er dog akustisk, men med en del synthesizers. 
| Musik | Spire Denne musikartikel er en spire som bør udbygges. Du er velkommen til at hjælpe Wikipedia ved at udvide den. |